# Alliopsis incompta
Alliopsis incompta är en tvåvingeart som beskrevs av Huckett 1966. Alliopsis incompta ingår i släktet Alliopsis och familjen blomsterflugor. Inga underarter finns listade i Catalogue of Life.